# Livio
Deutsch Schützen-Eisenberg (mađarski: Németlövő-Csejke, hrvatski: Livio) je općina u kotaru Borta u Gradišću, Austrija. 